# Bryopsida
{{Taxobox-lat
| name = 
| image = Dicranella_varia_sporogon.jpeg
| image_width = 250px
| image_caption = Artrodontna kapsula vrste Dicranella varia
| regnum = 
| divisio = 
| classis = 
| classis_authority = 
| subdivision_ranks = Potklase
| subdivision = 
-{Bryidae

Buxbaumiidae

Dicranidae

Diphysciidae

Funariidae

Timmiidae}-
}}
Bryopsida je najveća klasa mahovina, koja sadrži 95% vrsta mahovine. Ona se sastoji od oko 11.500 vrsta rasprostranjenih širom sveta.